# Sirens FC
Sirens Football Club är en maltesisk fotbollsklubb baserad i St. Paul's Bay (maltesiska San Pawl il-Baħar). 
Fotbollsklubb grundades 1968. Större matcher kan spelas på Ta’ Qali-stadion i Ta’ Qali.

## Färger
| SIRENS FC | SIRENS FC |

### Dräktsponsor
- Nike: ???? – 20??
- Macron: 20?? – nutid

### Trikåer
| 1968–1970 | 1970–1990 | 1990-2005 | 2005-2010 | 2010-2016 |

| 202021/22 |

## Placering senaste säsonger
| Säsong  | Nivå | Liga                   | Placering | Referens    | Notering                       |
| ------- | ---- | ---------------------- | --------- | ----------- | ------------------------------ |
| 2018/19 | 2    | Maltese First Division | 1         | [ 1 ] [ 2 ] | Uppflyttad till Premier League |
| 2019/20 | 1    | Maltese Premier League | 4         | [ 3 ] [ 4 ] |                                |
| 2020/21 | 1    | Maltese Premier League | 9         | [ 5 ] [ 6 ] |                                |
| 2021/22 | 1    | Maltese Premier League | 8         | [ 7 ] [ 8 ] |                                |
| 2022/23 | 1    | Maltese Premier League | 9         | [ 9 ]       |                                |
| 2023/24 | 1    | Maltese Premier League | 13        | [ 10 ]      |                                |

## Kända spelare
- Alfred Effiong

## Tränare
- Martin Xuereb
- Giovanni Tedesco
- Steve D'Amato

### Fotnoter
1. ↑  2018/19 på RSSSF
2. ↑  2018/19 Soccerway
3. ↑  2019/20 på RSSSF
4. ↑  2019/20 Soccerway
5. ↑  2020/21 på RSSSF
6. ↑  2020/21 på Soccerway
7. ↑  2021/22 på RSSSF
8. ↑  2021/22 på Soccerway
9. ↑  2022/23 på RSSSF
10. ↑  2023/24 på RSSSF